# Leó Szilárd
Leó Szilárd (født 11. februar 1898 i Budapest, død 30. maj 1964 i La Jolla, Californien) var en jødisk fysiker som udtænkte den atomare kædereaktion og arbejdede på Manhattan-projektet.
Det var på Szilárds initiativ at Albert Einstein skrev et brev til præsident Franklin D. Roosevelt om behovet for amerikansk atombombeforskning.